# Trompa de agua

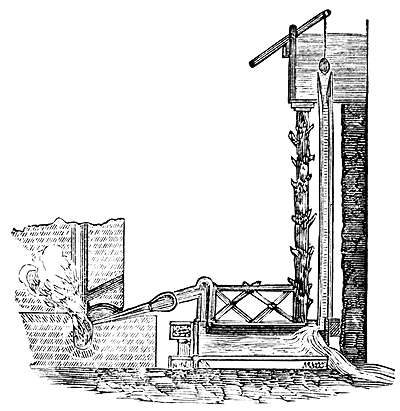
Trompa hidráulica en una forja.

Una  trompa de agua  es un compresor de aire que usa la fuerza del agua. En su aplicación más típica aprovechaba un salto de agua para comprimir aire. Una explicación de su funcionamiento se encuentra en un artículo titulado Harness Hydro Power with a Trompe (Cómo dominar y aprovechar la fuerza del agua con una trompa), aunque se hace referencia a que se trataba de una tecnología desarrollada en la Edad de los Metales, lo cual no es cierto. 
Las trompas de agua proporcionaban aire comprimido en las fraguas de España y los Estados Unidos. La presencia de una trompa hidráulica se asocia a la fragua, un sistema de producción de hierro y acero a partir de mineral de hierro y carbón vegetal. En la ciudad de Paris se usaron trompas de agua para comprimir el aire que accionaba los primeros generadores eléctricos. En los Alpes franceses y suizos las trompas de agua permitieron ventilar los primeros túneles alpinos.
Las trompas hidráulicas pueden ser de dimensiones muy grandes.

## Funcionamiento

Las trompas de agua son dispositivos muy sencillos. El agua tomada de una pequeña presa, mezclada con cierta cantidad de aire absorbido por gravedad, baja por un tubo hasta la cámara de separación. Allí se recoge el aire comprimido y el agua utilizada. El agua que baja por el tubo pasa por una constricción. Esta constricción o estrangulamiento provoca una baja presión relativa (efecto Venturi) que hace que el agua chupe aire exterior. Este aire forma burbujas que se mezclan con el agua que baja por el tubo. Cuanto más baja el agua con las burbujas más aumente la presión de la columna de agua en el interior del tubo. En la cámara de separación (caja de los vientos) el aire comprimido de las burbujas se recoge en una tubería de salida para ser utilizado (en una fragua, hacia la que conduce la tobera).